# Memoria Vetusta I: Fathers of the Icy Age
Albums de Blut aus Nord
Ultima Thulée
(1995) The Mystical Beast of Rebellion
(2001)
Memoria Vetusta I: Fathers of the Icy Age est le deuxième album studio du groupe de Black Metal avant gardiste français Blut Aus Nord, paru en 1996 sous le label Impure Creations Records (ICR 005).
La pochette est tirée d'une peinture de l'artiste français François de Nomé intitulé "Les Enfers".

## Liste des titres
| 1.    | Slaughterday (The Heathen Blood Of Ours)              | 6:44 |
| 2.    | On The Path Of Wolf...Towards Dwarfhill               | 5:46 |
| 3.    | Sons Of Wisdom, Master Of Elements                    | 6:06 |
| 4.    | The Forsaken Voices Of The Ghotswood's Shadow Realm   | 6:01 |
| 5.    | The Territory Of Witches / Guardians Of The Dark Lake | 8:12 |
| 6.    | Day Of Revenge (The Impure Blood Of Theirs)           | 5:16 |
| 7.    | Fathers Of The Icy Age                                | 7:00 |
| 45:10 |                                                       |      |

## Composition du groupe
- Vindsval : chant, guitare, claviers, samples, et boîte à rythmes
- Ira Aeterna : basse